# Le Fantasque (journal)
Pour les articles homonymes, voir Le Fantasque.
Le Fantasque est un journal libéral québécois créé en 1837 par Napoléon Aubin.
Il a été publié jusqu'en 1845. Son style était plein d'humour et d'ironie utilisés pour dénoncer la censure. Il fut très critique de Conseil spécial du Bas-Canada. Le journal revit sommairement de 1848 à 1849. 

## Devise de l'éditeur
« Journal rédigé par un flâneur, imprimé en amateur pour ceux qui voudront l'acheter. Je n'obéis ni ne commande à personne, je vais où je veux, je fais ce qui me plaît, je vis comme je peux et je meurs quand il faut. »